# Miltinus tenuis
Miltinus tenuis är en tvåvingeart som beskrevs av M. Josephine Mackerras 1928. Miltinus tenuis ingår i släktet Miltinus och familjen Mydidae. Inga underarter finns listade i Catalogue of Life.